# Fasti Capitolini

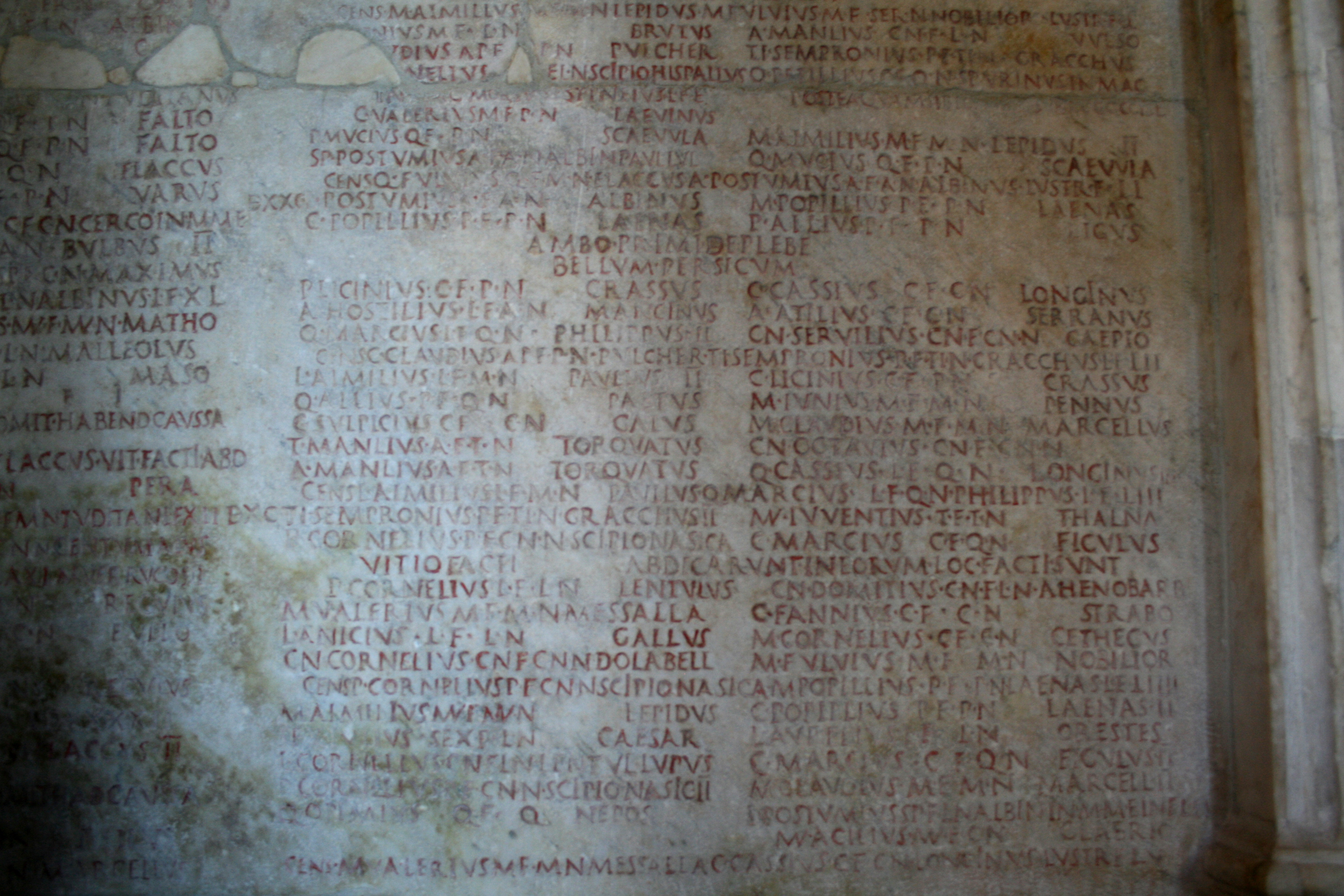
Fragment van de Fasti Capitolini.

De Fasti Capitolini is de naam gegeven aan fragmenten van een inscriptie die worden bewaard in de Capitolijnse Musea.
De Fasti Captolini was een chronologische lijst van de consuls, censoren, dictatoren en magistri equitum, die in 34 v.Chr. aan de buitenmuur van de regia werd aangebracht. Later (in 12 v.Chr.) werd een relaas van triomftochten (fasti triumphales of beter acta triumphorum) op afzonderlijke pijlers hieraan toegevoegd.

## Referentie
- art. Fasti (3), in J.G. Schlimmer - Z.C. De Boer, Woordenboek der Grieksche en Romeinsche Oudheid, Haarlem, 19203, pp. 273-274.